# Sydney Colson

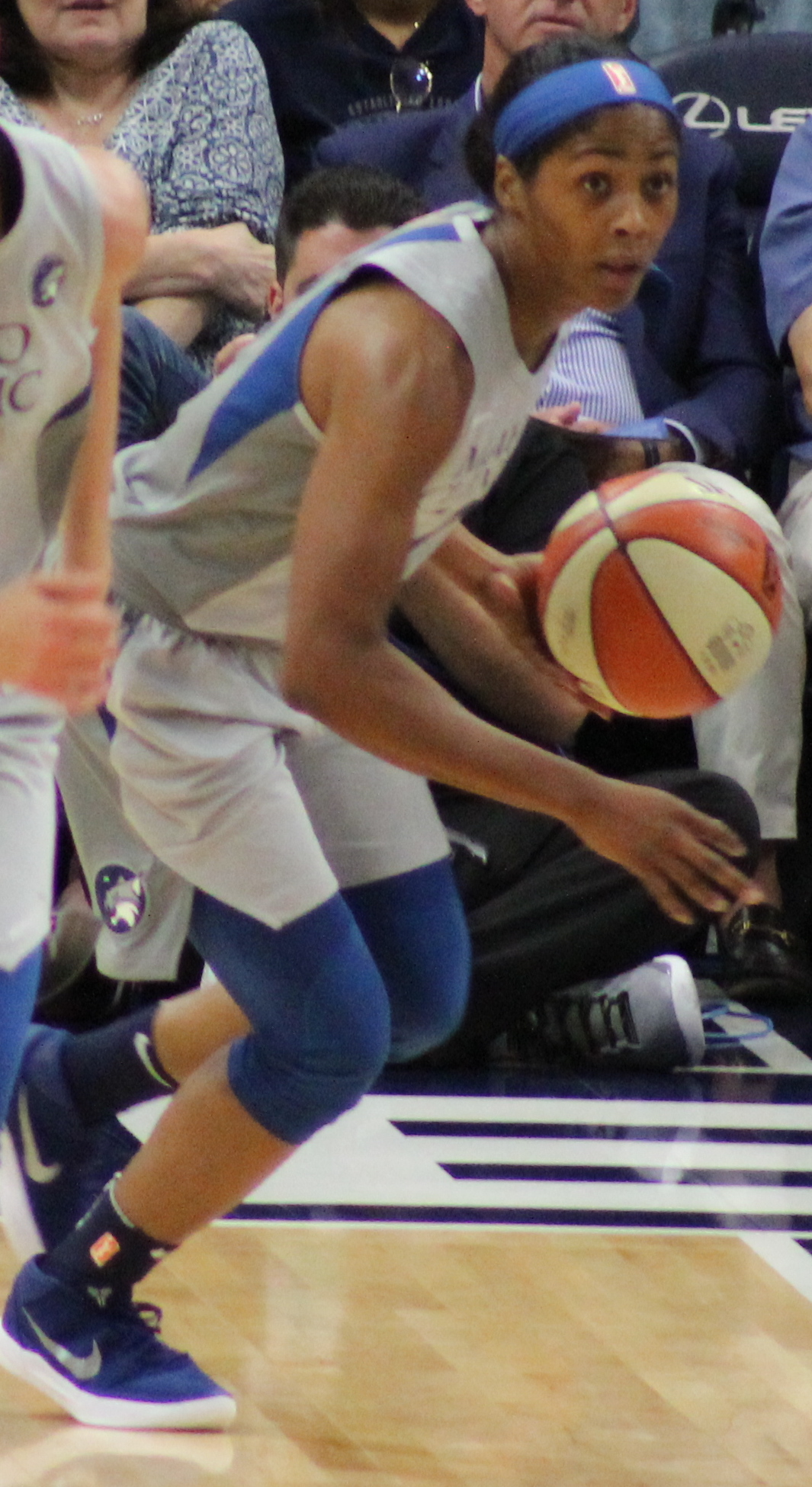
Foto de Sydney Colson.

Sydney Colson (nascida em 6 de agosto de 1989) é uma jogadora norte-americana de basquete. Joga atualmente no San Antonio Stars, equipe da WNBA. Ela entrou na liga através do draft de 2011.